# Morte nel pomeriggio
(Fernanda Pivano)
Morte nel pomeriggio (Death in the Afternoon) è un saggio dello scrittore statunitense Ernest Hemingway sulle cerimonie e le tradizioni della tauromachia della Spagna, vista come l'espressione più spontanea dello spirito del suo popolo, pubblicato da Scribner's a New York il 23 settembre 1932. Esso contiene considerazioni sulla sua storia e su quelle che l'Autore considera le sue magnificenze, soffermandosi poi a riflettere sulla natura della paura e del coraggio.

## Genesi
Hemingway iniziò a lavorare al libro nel 1930 con l'idea, già esposta a Maxwell Perkins, di scrivere un saggio sulle corride in Spagna, corredato di fotografie. Nel gennaio 1930, mentre si trovava a Parigi, pubblicò l'articolo Bullfighting, Sport and Industry (Corride, sport e industria), sulla rivista Fortune, creando aspettative. Ma la stesura andava a rilento fino a che non gli venne in mente di creare il personaggio fittizio della Vecchia Signora, stimolandolo ad accelerare i tempi: il 28 settembre il manoscritto riempiva già 200 pagine. Nel 1931, alla Festa di Pamplona, dove Hemingway si recava già da 7 anni, terminò il glossario che comprendeva accuratamente, in ordine alfabetico, i termini tecnici della corrida che finirono per esser dei veri saggi lemmatici: 
 Il testo così formato presentava 18 capitoli, ai quali si aggiunsero gli ultimi 2 per la stesura completa. Il penultimo capitolo concerne l'arte di uccidere con la spada corredata dai racconti di alcuni matadores e quelli di una decina di toreri famosi; l'ultimo capitolo presenta una raccolta delle impressioni generali sulla Spagna e gli spagnoli, annotati da Hemingway nel corso delle sue visite degli ultimi 7 anni. Al ritorno a Parigi, a metà di settembre 1931, iniziò a rivedere il testo. Nel gennaio 1932, avvertì l'editor Max Perkins che il testo era completo, intrattenendo con lui una fitta corrispondenza per tutta la primavera seguente per discutere il formato e le illustrazioni del libro. Su suggerimento dell'amico John Dos Passos, che lo andò a trovare a Key West, tagliò alcune pagine e consegnò il testo approntato per la pubblicazione, per poi dedicarsi alla sua passione della pesca di altura.
Mentre era nello Wyoming a pesca di trote, il libro uscì, ed egli lesse le recensioni che giudicavano l'opera al di sotto delle aspettative; fu il russo Ivan Kashkeen, che aveva tradotto in Unione Sovietica due racconti di Hemingway, ad apprezzare Morte nel pomeriggio, contribuendo ad aumentarne lì la fama. Maggiore considerazione iniziò ad avere nel 1935, divenendo una "Bibbia delle corride", e le cui copie finirono presto nei musei sulla tauromachia.

## Descrizione
Benché presentato in maniera disorganica, Hemingway sviscera un tema che conosce a fondo: la corrida, sfida dell'uomo alla forza bruta, dove uomo e toro sono allo stesso tempo carnefici e vittime. La corrida è una forma d'arte simile alla tragedia: rappresenta l'esistenza perché lega i temi della morte con quelli della vita. Nella tragedia a cui gli spettatori assistono la rappresentazione è un'esperienza connotata di significati primordiali che si danno forma per essere veduti e vissuti collettivamente. L'uccisione del toro diventa qui una manifestazione metafisica: alla folla presente nell'arena il torero - mattatore non vile né brutale - elargisce simbolicamente i valori del coraggio e della virtù, esemplificati dai gesti e dai rituali codificati coi quali egli sfida corpo a corpo la morte, accostandosi ad essa ed emergendone alla fine vincitore. Agli occhi di Hemingway acquista una toccante immortalità. A differenza che nella caccia e nella pesca,  Hemingway vi trova una visione spettacolarizzata, eseguita secondo regole prefissate, in veri e propri atti di un duello fra l'uomo e la natura.
Scritta in 20 capitoli, la guida presenta tre sezioni principali: il testo di Hemingway, un'ampia parte corredata da fotografie commentate e un glossario di termini.
Nel capitolo quindicesimo, Hemingway racconta in un dialogo un episodio nel quale esprime con ironia il suo disprezzo per l'omosessualità; non mancano ovunque digressioni sull'arte dello scrivere e critiche verso alcuni scrittori, come Aldous Huxley, William Faulkner e Waldo Frank. Nel capitolo XX, c'è la lunga carrellata sulle morti dei vari toreri, esauriente compendio del tributo di sangue a quest'arte difficile e tragica. Il lettore troverà ogni minimo dettaglio sullo svolgimento della corrida - compresi in Appendice i suggerimenti sui posti migliori e indicazioni sui prezzi dei biglietti dell'epoca - ancor oggi validi.
Hemingway divenne un aficionado delle corride già durante i suoi viaggi negli anni Venti a Pamplona, tema del suo romanzo Fiesta. Il libro fu tacciato come il trionfo del falso machismo di Hemingway, innestato sui valori della violenza e della morte. Controversie che ancor oggi la tauromachia suscita.
L'atto dell'uccidere, o meglio un certo modo di uccidere, è per H. una forma di immortalità, capace di riscattare chi lo compie dalle eventuali brutture della sua personale condizione umana, trasfigurandolo nel sacerdote di un rito religioso, l'intermediario tra l'uomo comune e la natura.
Nei suoi scritti sulla Spagna, Hemingway fu influenzato dal maestro Pío Baroja. Quando vinse il Premio Nobel per la Letteratura, egli viaggiò per andare a trovare il morente Baroja, per dirgli che avrebbe meritato lui invece di vincerlo.

## Edizioni italiane
- Morte nel pomeriggio, traduzione di Fernanda Pivano, Collana Saggi n.88, Torino, Giulio Einaudi Editore, 1947,  p. 417.
- Morte nel pomeriggio, Collana Supercoralli, Torino, Einaudi, 1961.
- Morte nel pomeriggio, traduzione di e introduzione di Fernanda Pivano, Collana Oscar Mondadori, Milano, 1973-1985.
- Morte nel pomeriggio, illustrazioni di Pablo Picasso, Aldo Palazzi Editore, 1966.